# Schloßbrücke
Schloßbrücke (pol. „Most Zamkowy”) – most drogowy, znajdujący się w Berlinie, w dzielnicy Mitte, nad kanałem Spreekanal, będącym zachodnim ramieniem Sprewy. Położona na trasie dwóch dróg krajowych: B2 i B5 przeprawa łączy ulicę Unter den Linden na obszarze Friedrichswerder z Lustgarten na Wyspie Muzeów.
Most został zbudowany w latach 1821–1824 według projektu architekta Karla Friedricha Schinkla na miejscu średniowiecznego drewnianego mostu. W latach 1951–1991 nosił nazwę Marx-Engels-Brücke (pol. „Most Marksa i Engelsa”). Budowla jest uważana za jeden z najpiękniejszych berlińskich mostów.

## Historia

### Poprzedni most
Plany dwóch założonych w XII wieku po obu stronach Sprewy na obszarze obecnej berlińskiej dzielnicy Mitte osad: Berlina i Kölln pokazują, że na miejscu dzisiejszego mostu już w XV wieku stała pierwsza przeprawa. Była to drewniana budowla o siedmiu łukach i podnoszonej środkowej części, zbudowana na jarzmie palowym. Most ten nazywano Hundebrücke (pol. „Most Psi”), gdyż często przekraczali go członkowie towarzystw myśliwskich ze swoimi psami, podążający drogą z zamku berlińskiego do obszaru łowieckiego w parku Großer Tiergarten.
W 1738 roku Hundebrücke został przebudowany pod kierownictwem wyższego dyrektora budowlanego Titusa de Favre’a. W 1806 roku mostem tym wkroczył do Berlina Napoleon Bonaparte ze swoimi wojskami.

### Obecny most

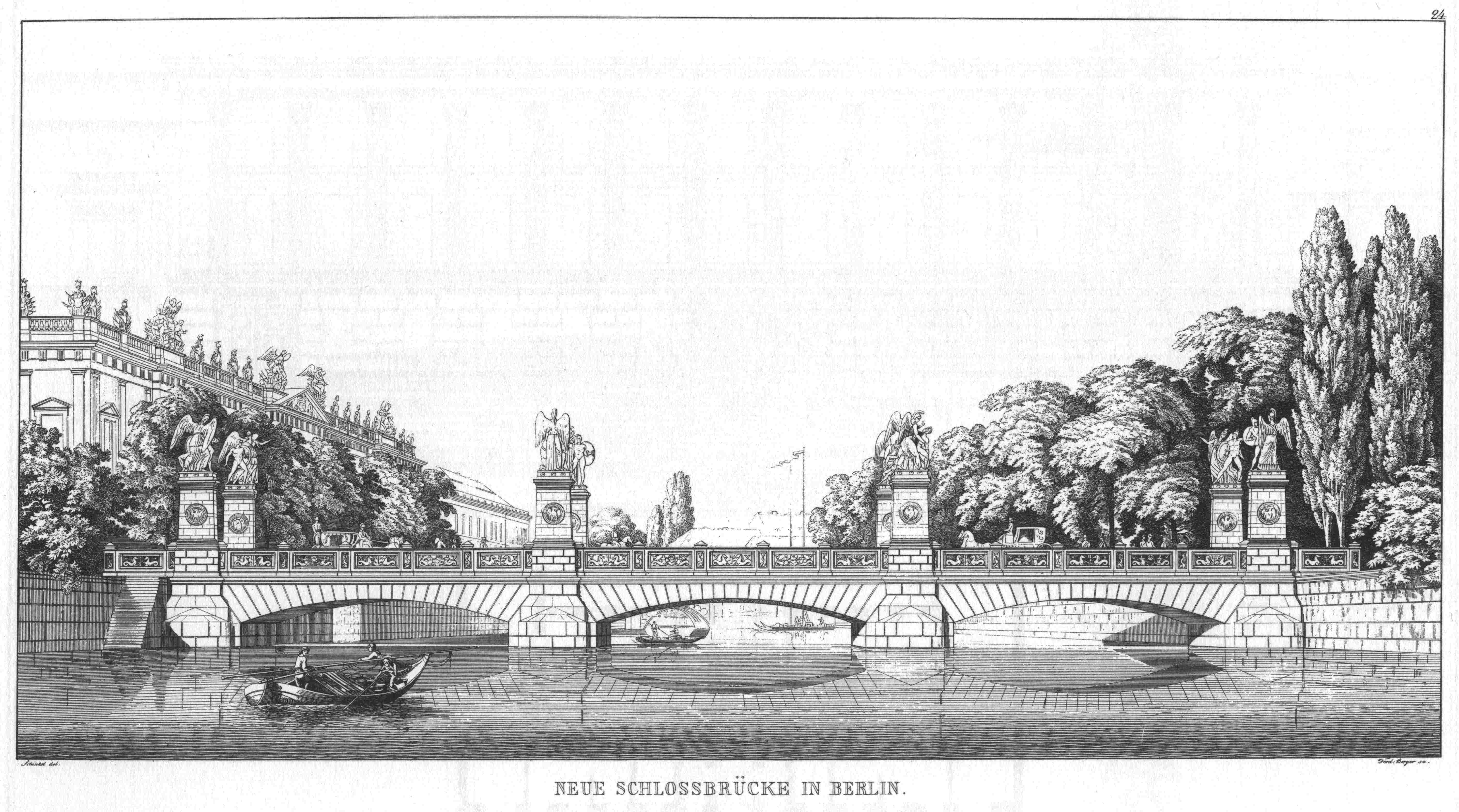
Projekt mostu autorstwa Karla Friedricha Schinkla, opublikowany w wydanej w 1866 roku kolekcji projektów tego architekta

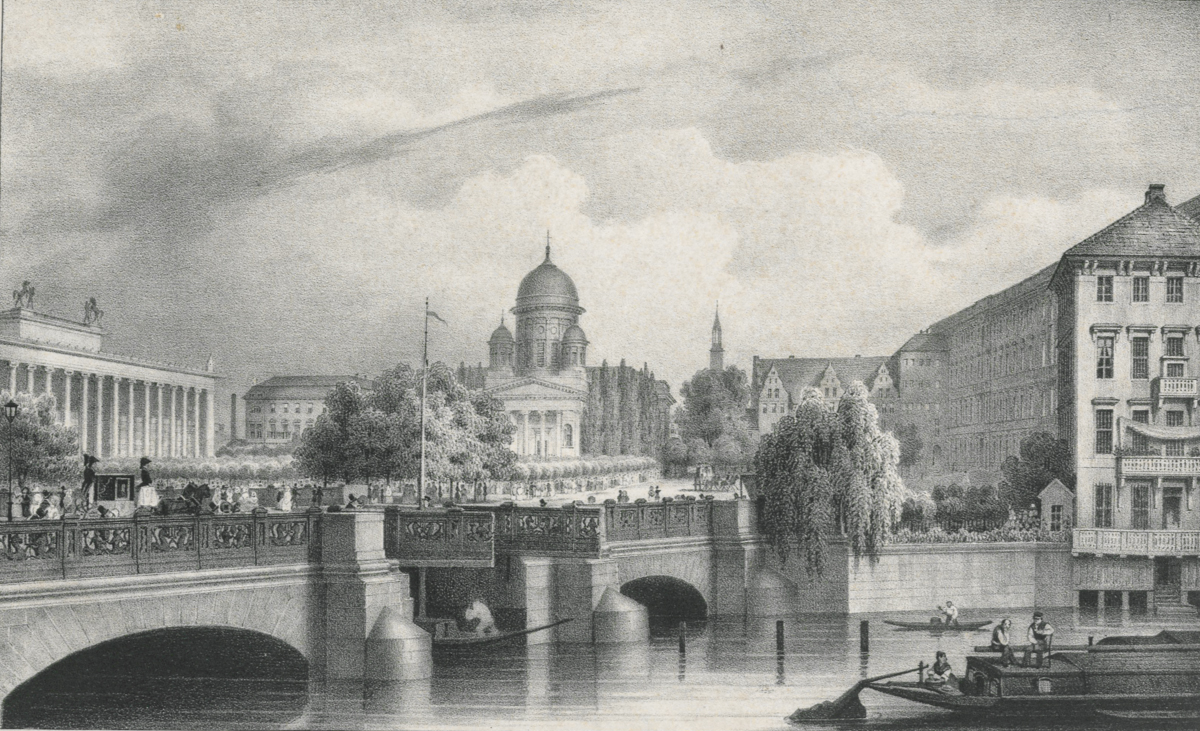
Most na grafice autorstwa Wilhelma Loeillota, wykonanej między 1822 a 1876 rokiem

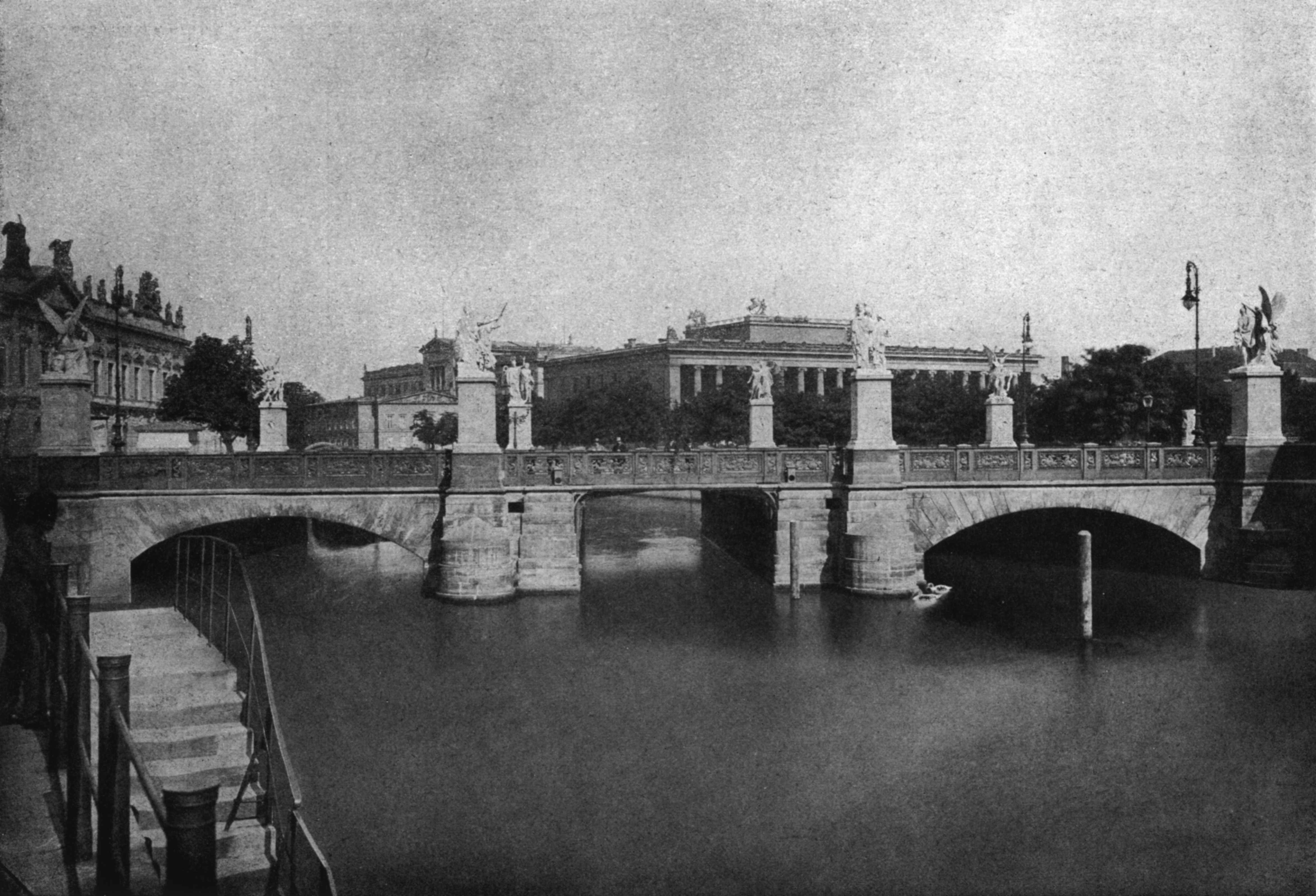
Most około 1900 roku

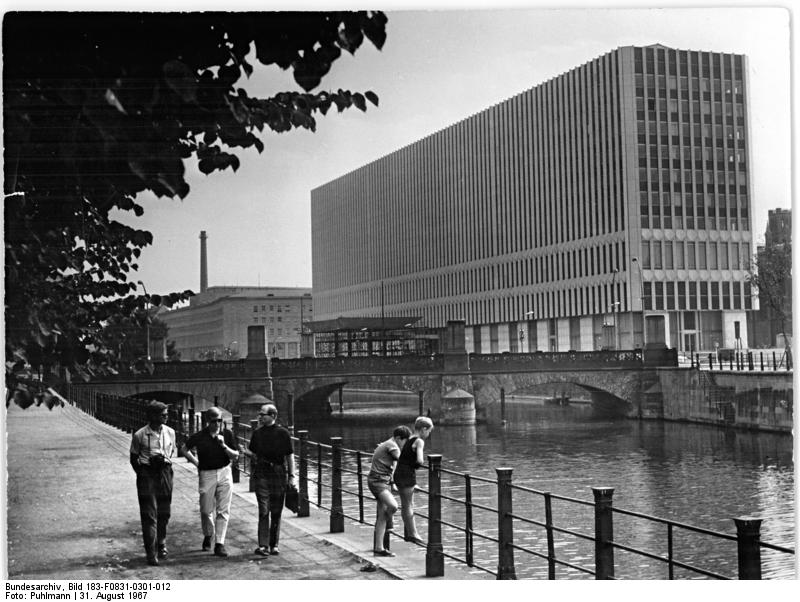
Most w 1967 roku

Na początku XIX wieku król Prus Fryderyk Wilhelm III uznał, że drewniany most jest zbyt trywialny w zestawieniu z otaczającymi go reprezentacyjnymi budynkami, toteż w 1821 roku zlecił zaprojektowanie nowego kamiennego mostu architektowi Karlowi Friedrichowi Schinklowi. Jeszcze w tym samym roku przeprowadzono rozbiórkę Hundebrücke, zaś 29 maja 1822 roku położono kamień węgielny pod budowę nowej przeprawy, którą nazwano Schloßbrücke (pol. „Most Zamkowy”). 29 listopada 1823 roku na moście doszło do tragicznego wypadku. Z okazji odbywającego się wtedy ślubu księcia koronnego i późniejszego pruskiego króla Fryderyka Wilhelma IV z bawarską księżniczką Elżbietą Ludwiką przez nieukończoną jeszcze budowlę, na której brakowało nawierzchni i stałych balustrad (zamontowano prowizoryczne drewniane balustrady) przechodził do zamku berlińskiego orszak ślubny. W pewnym momencie pod tłumem ludzi zawaliły się części mostu, w wyniku czego zginęły 22 osoby. W 1824 roku przeprawa została oddana do użytku. Była wtedy największym mostem w Berlinie. Chociaż w projekcie zawarto trzy kamienne łuki, most zbudowano bez środkowego łuku – w jego miejscu stworzono przepust dla przepływających statków przykryty ośmioma żelaznymi klapami.
W latach 1842–1857, po przeprowadzeniu odpowiedniego konkursu wykonano i ustawiono na umieszczonych w rzędach balustrad mostu postumentach osiem kompozycji rzeźbiarskich z marmuru karraryjskiego, pokazujących przebieg życia wojownika od młodości do śmierci. Kompozycje te stanowiły uzupełnienie Nowego Odwachu jako pomnika zwycięskich dla Królestwa Prus wojen wyzwoleńczych z lat 1813–1815 (niem. Befreiungskriege). Projekty wszystkich kompozycji przygotował w formie miedziorytów sam Karl Friedrich Schinkel, a ich stworzenie w okresie budowy mostu okazało się niemożliwe z przyczyn finansowych. Każde z dzieł zostało wykonane przez innego rzeźbiarza, wywodzącego się ze szkoły Johanna Gottfrieda Schadowa lub Christiana Daniela Raucha.
W 1912 roku w środkowej części Schloßbrücke wstawiono łuk, co stanowiło całkowite zrealizowanie projektu Schinkla. Podczas II wojny światowej, w 1943 roku kompozycje rzeźbiarskie zostały zdemontowane ze względów bezpieczeństwa i umieszczone w porcie południowym w berlińskiej dzielnicy Spandau. Po wojnie most znalazł się we wschodnim, zaś kompozycje rzeźbiarskie w zachodnim sektorze okupacyjnym. W wyniku działań wojennych budowla doznała jedynie niewielkich uszkodzeń. Zostały one naprawione w latach 1950–1951. 1 maja 1951 roku most przemianowano na Marx-Engels-Brücke (pol. „Most Marxa i Engelsa”).
W 1981 roku, w ramach wymiany dóbr kultury między RFN a NRD Senat Berlina Zachodniego przekazał kompozycje rzeźbiarskie magistratowi Berlina Wschodniego. W latach 1983–1984 dzieła odrestaurowano i ustawiono w pierwotnych miejscach na postumentach mostu. W 1989 roku postumenty te zostały poddane renowacji. 3 października 1991 roku, w pierwszą rocznicę zjednoczenia Niemiec mostowi przywrócono nazwę Schloßbrücke. W kolejnych latach przy budowli prowadzono prace restauracyjne.

## Dane techniczne
Schloßbrücke ma 56,30 m długości i 32,60 m szerokości. Jego wykonana z piaskowca konstrukcja spoczywa na trzech kamiennych, osadzonych na wykonanych z tego samego materiału filarach łukach, z których dwa boczne mają po 11,20 m szerokości, zaś środkowy jest szeroki na 7,64 m. Nawierzchnię mostu stanowią płyty chodnikowe.

## Sztuka

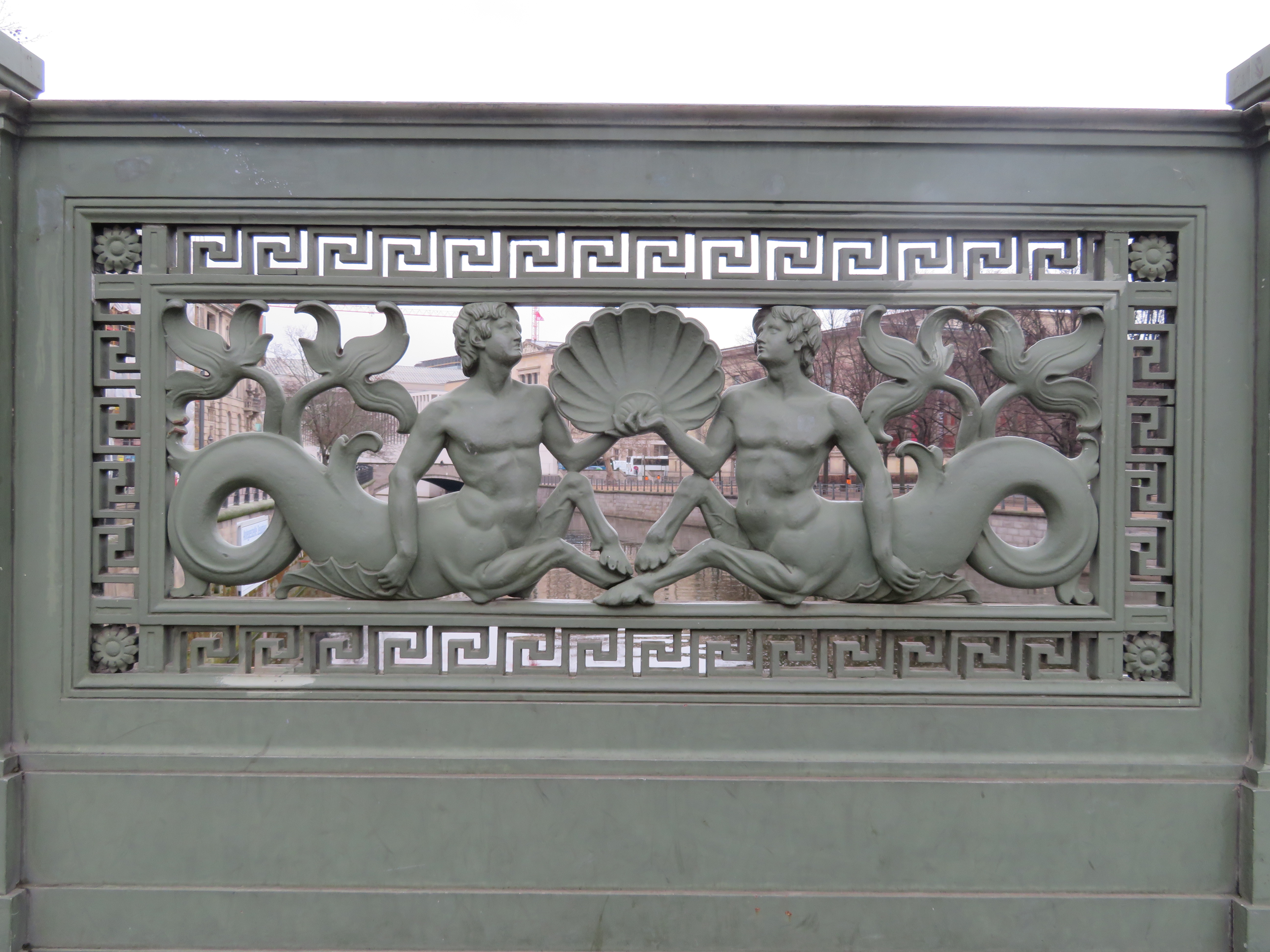
Fragment balustrady

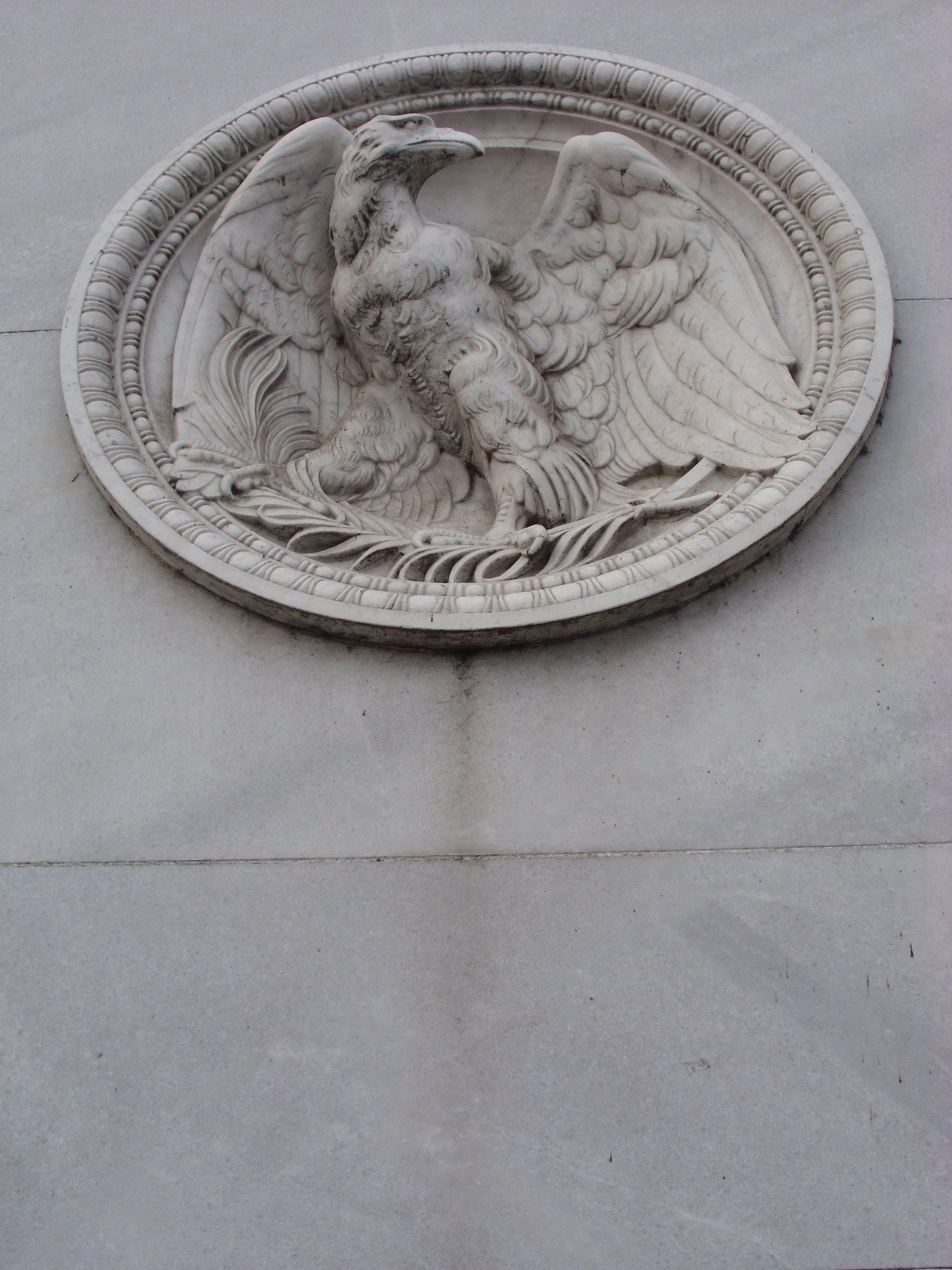
Medalion na jednym z postumentów

Most posiada żeliwne balustrady, ozdobione zaprojektowanymi przez Karla Friedricha Schinkla mitologiczno-morskimi motywami, na które składają się hippokampy, trytony i delfiny. W rzędach balustrad, nad kamiennymi filarami mostu stoją wykonane z czerwonego granitu cokoły, na których są ustawione wysokie, stworzone z szarego marmuru postumenty. Postumenty są udekorowane medalionami zawierającymi reliefy przedstawiające orły.

### Kompozycje rzeźbiarskie
Na postumentach stoi łącznie osiem mających około 3 m wysokości, wykonanych z białego marmuru karraryjskiego kompozycji rzeźbiarskich. Każda z kompozycji przedstawia scenę z udziałem bogini z mitologii greckiej: Ateny lub Nike i młodego wojownika.
| Zdjęcie                                                   | Nazwa                                               | Twórca                  | Rok  | Źródło             |
| --------------------------------------------------------- | --------------------------------------------------- | ----------------------- | ---- | ------------------ |
| Strona południowa (z kierunku zachodniego do wschodniego) |                                                     |                         |      |                    |
|                                                           | Nike lehrt den Knaben Heldensagen                   | Emil Wolff              | 1847 | [ 8 ] [ 5 ] [ 10 ] |
|                                                           | Athena unterrichtet den Jungen im Waffengebrauch    | Hermann Schievelbein    | 1853 | [ 8 ] [ 5 ] [ 10 ] |
|                                                           | Athena bewaffnet den Krieger                        | Karl Heinrich Möller    | 1851 | [ 8 ] [ 5 ] [ 10 ] |
|                                                           | Nike krönt den Sieger                               | Friedrich Drake         | 1853 | [ 8 ] [ 5 ] [ 10 ] |
| Strona północna (z kierunku zachodniego do wschodniego)   |                                                     |                         |      |                    |
|                                                           | Nike richtet den Verwundeten auf                    | Ludwig Wilhelm Wichmann | 1853 | [ 8 ] [ 5 ] [ 10 ] |
|                                                           | Der Jüngling wird von Athena in neuen Kampf geführt | Albert Wolff            | 1853 | [ 8 ] [ 5 ] [ 10 ] |
|                                                           | Der junge Held wird von Athena beschützt            | Gustav Blaeser          | 1854 | [ 8 ] [ 5 ] [ 10 ] |
|                                                           | Nike trägt den gefallenen Helden zum Olymp empor    | August Wredow           | 1857 | [ 8 ] [ 5 ] [ 10 ] |